# Braeriach
Braeriach (gael. Bràigh Riabhach/Am Bràigh Riabhach) – szczyt w paśmie Cairngorm, w Grampianach Wschodnich. Leży w Szkocji, na pograniczu hrabstw Aberdeenshire i Highland. Jest to trzeci co do wysokości szczyt w Szkocji. 